# Syntormon turanicus
Syntormon turanicus är en tvåvingeart som beskrevs av Stackelberg 1927. Syntormon turanicus ingår i släktet Syntormon och familjen styltflugor. Inga underarter finns listade i Catalogue of Life.